# Strażnica WOP Białopole
Strażnica WOP Białopole – podstawowy pododdział graniczny Wojsk Ochrony Pogranicza.

## Formowanie i zmiany organizacyjne
Latem 1949, w strukturze 18 batalionu Ochrony Pogranicza, została sformowana strażnica WOP nr 13a. Służbę graniczną rozpoczęła 5 września 1949.
Od 15 marca 1954 wprowadzono nową numerację strażnic na szczeblu krajowym, a strażnica otrzymała numer 16.
W 1956 rozpoczęto numerowanie strażnic na poziomie brygady. Strażnica III kategorii Białopole była 16. w 8 Brygadzie Wojsk Ochrony Pogranicza. W 1960, po kolejnej zmianie numeracji, strażnica posiadała numer 13 i zakwalifikowana była do kategorii III w 8 Łużyckiej Brygadzie WOP . W 1964 strażnica WOP nr 12 Białopole uzyskała status strażnicy lądowej i zaliczona została do III kategorii.

## Komendanci/dowódcy strażnicy
| stopień    | imię i nazwisko      | okres pełnienia służby | kolejne stanowisko |
| ---------- | -------------------- | ---------------------- | ------------------ |
| st. sierż. | Stefan Pilecki       | ?-1952                 |                    |
| por.       | Marian Kosiarkiewicz | 1957-1958              |                    |